# Chamaedorea klotzschiana
Chamaedorea klotzschiana H.Wendl. è una pianta appartenente alla famiglia delle Arecacee (sottofamiglia Arecoideae, tribù Chamaedoreeae).

## Descrizione
È una palma con fusto unico eretto, alto fino a 3–4 m, con nodi molto pronunciati, internodi lunghi fino a 20 cm. Le foglie sono pennate, con 15-20 fogliole riunite in gruppi alterni di 2-4, leggermente falcate, acuminate. Fiorisce in natura da giugno a ottobre con un'infiorescenza infrafoliare. Il frutto è globoso-ovoidale, di colore nero.

## Distribuzione e habitat
È specie endemica del Messico; il suo areale è limitato allo stato di Veracruz, tra i 1000 e i 1800 m. di altitudine.

## Conservazione
La Lista rossa IUCN classifica Chamaedorea klotzschiana come specie in pericolo di estinzione (Endangered).

## Usi
Coltivata come pianta ornamentale e per le foglie utilizzate per composizioni floreali.